# Taylor Wilson

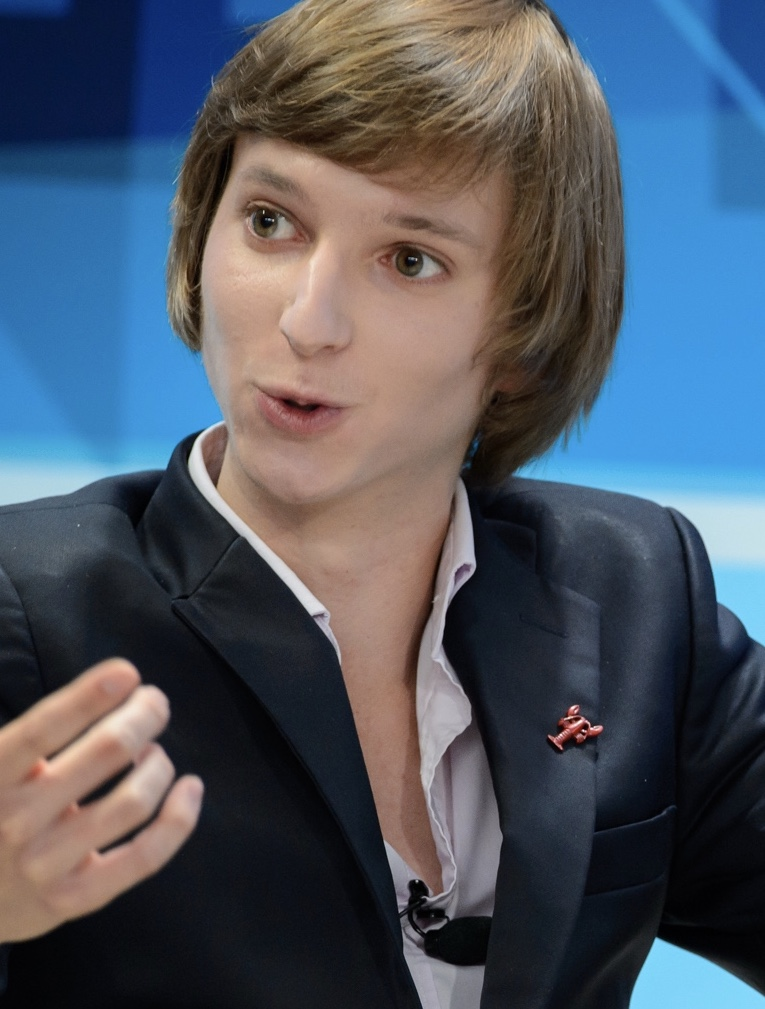
Taylor Wilson (2016)

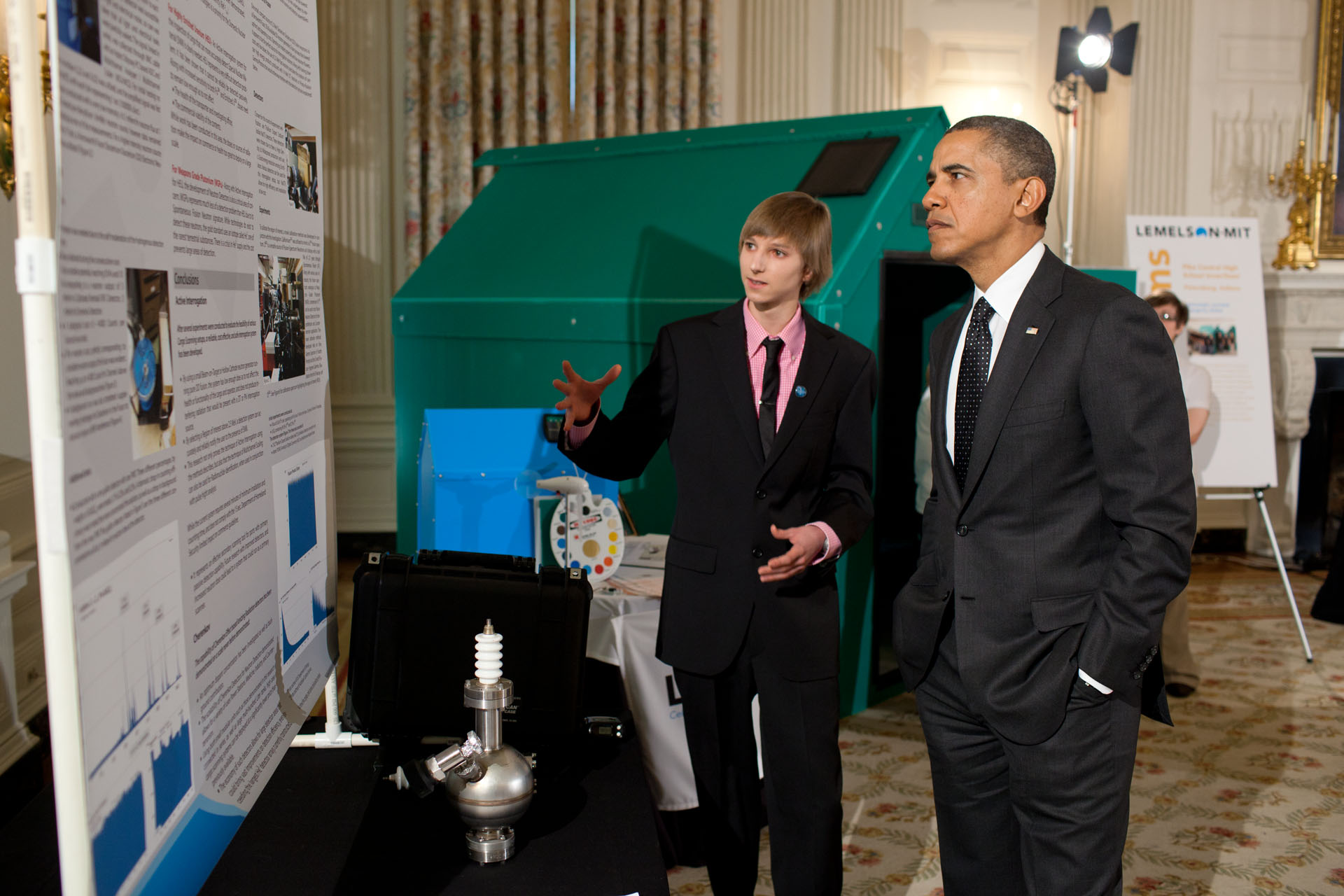
Präsident Obama und Wilson (2012)

Taylor Wilson (* 7. Mai 1994 in Texarkana (Arkansas)) ist ein US-amerikanischer Nuklearphysiker. Er machte 2008 Schlagzeilen, als er im Alter von 14 Jahren die jüngste Person war, die einen funktionierenden „Kernfusionsreaktor“ baute. Dabei handelt es sich um sogenannte Fusor-Experimente zur Fusion mit elektrostatischem Einschluss. Die Konstruktion solcher Anlagen ist ein beliebtes, wenn auch anspruchsvolles Projekt von Hobby-Bastlern, und Wilson ist der 32. Hobbybastler, dem die Konstruktion gelang.

## Leben und Karriere
Wilson fing früh an, auf physikalischem Gebiet zu experimentieren, wobei ihn besonders Bombenbau, Radioaktivität und Kerntechnik anzogen. Seine Eltern haben keinen wissenschaftlichen Hintergrund (sein Vater Kenneth ist Unternehmer, die Mutter Yogalehrerin) und versuchten vergeblich, den sehr ehrgeizigen und uneinsichtigen Schüler von seinem gefährlichen Hobby abzubringen. Da er einiges Talent zeigte, wurde er an der Davidson Academy of Nevada für hochbegabte Schüler akzeptiert, wo er mit Physikern der University of Nevada in Reno wie Friedwardt Winterberg in Kontakt kam. Mit Unterstützung von Technikern der Universität gelang ihm der Bau eines Hirsch-Meeks-Fusors, wie schon mehreren Hobbybastlern vorher. Zu einem von ihnen in Los Alamos hatte er auch intensiveren Kontakt und erhielt Unterstützung aus der Industrie bei der Beschaffung der notwendigen teuren Hochspannungsteile.
Nach eigenen Worten war sein Motiv für den Bau des Fusors vorgeblich die billigere Erzeugung von Isotopen gegen Krebs. Der Fusor selbst, dessen Ideen auf den Fernseh-Ingenieur Philo T. Farnsworth in den 1960er-Jahren zurückgehen, ist zur Energieerzeugung aus Fusion ungeeignet, er kann aber zum Beispiel als Neutronenquelle benutzt werden. Taylor demonstrierte seinen Fusor auch US-Präsident Barack Obama auf einer Wissenschaftsmesse (Science Fair) im Weißen Haus.
Er entwickelte auch einen Neutronendetektor, der ohne teures Helium-3 auskommt und verwendet werden könnte, um in Gütercontainern geschmuggelte radioaktive Bomben aufzuspüren. Wilson reichte diese Erfindung zum Patent ein und gewann die Auszeichnungen „First Place Award in the Physics and Astronomy Category“, „Best of Category Award“, sowie auf der Intel International Science and Engineering Fair den mit 50.000 US-Dollar dotierten Preis „Intel Young Scientist Award“. Auch die US-Heimatschutzbehörde zeigte Interesse.
Er studierte an der University of Nevada in Reno und an der Davidson Academy of Nevada.
Im März 2012 stellte er seine bis dahin vorangeschrittene Arbeit auf einer TED-Konferenz vor, im Februar 2013 präsentierte er für TED seine zukünftigen Projekte.
Er verließ das College, nachdem er eine Thiel Fellowship über 100.000 Dollar erhalten hatte, und ist Mitglied eines Think Tanks für ambitionierte technologische Projekte namens Helena. In jüngster Zeit befasst er sich mit einem Flüssigsalzreaktor.